# Peque (Zamora)
Pour les articles homonymes, voir Peque.
Peque est une municipalité espagnole de la communauté autonome de Castille-et-León et de la province de Zamora. En 2021, elle compte 126 habitants.